# لابة (أكلة)
لابة من التركية أو لاباس من اليونانية هو نوع من عصيدة الأرز تؤكل في البلقان والشام والشرق الأوسط . إنه مصنوع من الأرز والماء والملح فقط وله قوام حساء كثيف. يُستخدم في المطبخ اليوناني علاجًا للإسهال ويقدم مع عصير الليمون.